# Herreys
Gli Herreys sono un gruppo musicale pop svedese, vincitore dell'Eurovision Song Contest 1984 con la canzone Diggi-Loo Diggi-Ley.

## Storia
Il gruppo venne formato dai tre fratelli mormoni Richard, Louis e Per Herrey. Una volta vinto il Melodifestivalen del 1984 con la canzone Diggi-Loo Diggi-Ley, poterono accedere all'Eurofestival di quell'anno.
Dopo la vittoria all'Eurofestival gli Herreys hanno continuato a incidere dischi e andare in tour per alcuni anni, dopodiché il gruppo si sciolse.
Nel febbraio del 2006 Richard ha inciso il suo primo disco da solista, Jag e Kung.

## Formazione
- Richard Herrey
- Louis Herrey
- Per Herrey.